# Arnaldo Tapia Caballero
Arnaldo Tapia Caballero (Santiago, 20 de febrero de 1907 - Santiago, 8 de julio de 2002) fue un pianista, profesor y diplomático chileno.

## Biografía
Hijo de Ruperto Tapia Miranda, corredor de propiedades, y de Rosa Caballero Iturriaga, fue también cuñado del poeta Juan Guzmán Cruchaga y tío del juez Juan Guzmán Tapia. Realizó estudios básicos de piano con Sibila Araya, y universitarios en el Conservatorio de la Universidad de Chile con el maestro Raúl Hügel. En el año 1921 se tituló como profesor de piano, y en 1924 alcanzó el grado de concertista en el mismo instrumento, perfeccionándose posteriormente en varias ciudades, dentro de las que se cuentan Londres, Viena y Nueva York. Se presentó en Chile, Australia, Nueva Zelanda, Estados Unidos, y en varios países de Europa y América Latina. También estudió música de cámara, siendo director del conjunto de música de cámara de la Unesco que realizó una gira alrededor del mundo en 1976.
Fue ganador del Premio Orrego Carvallo, al mejor pianista chileno de 1926, el Premio Saxton Noble al mejor pianista de Londres de 1932, y elegido en 1975 como Miembro de Número de la Academia Chilena de Bellas Artes.
En 1947 inició su carrera como diplomático, desempeñándose como agregado cultural ad honorem en las embajadas de Chile en México, la Santa Sede, Austria y Perú.
Desde el año 1957 se desempeñó como profesor de música de cámara en el Conservatorio de la Universidad de Chile, ofreciendo además cursos de interpretación de piano en México en 1958, y en Perú entre 1960 y 1961; y de música de cámara en Francia en 1975.